# Tramway de Cherbourg
Le tramway de Cherbourg a fonctionné à Cherbourg de 1896 à 1944, afin de desservir cette sous-préfecture française de la Manche, comprenant une importante base navale, un port de pêche et, à l'époque, un port transatlantique situé à l'extrémité de la péninsule du Cotentin.

## Histoire

### Projets avortés
Une première déclaration d'utilité publique intervient le 28 mai 1887, pour la création d'un réseau de deux lignes à traction hippomobile et à voie normale, destiné au transport de voyageurs et de marchandises, de la Place de Tourlaville à Querqueville pour la première ligne, du carrefour des rues du Val de Saire et de Paris à la rue des Tribunaux, par le Pont-tournant, pour la seconde, ainsi qu'une ligne d'omnibus, au bénéfice de la société anglaise The Empire Syndicate limited, et moyennant une subvention communale de 5 000 francs de l'époque. Cette société, qui n'avait pu mener les expropriations dans le délai de trois ans prévu par le décret, est déchue de ses droits par arrêté ministériel du 16 mars 1889.
Une seconde déclaration d'utilité publique du même réseau de deux lignes, mais à voie métrique et à traction vapeur, cette fois, est signée le 25 juillet 1891, au bénéfice de la Compagnie générale française des chemins de fer secondaires, sous le régime de la loi du 11 juin 1880 relative aux tramways et aux voies ferrées d'intérêt local. Comme le premier, ce second projet n'aboutit pas et la compagnie est déchue de ses droits par l'arrêté ministériel du 11 août 1893. Puis, deux mise en adjudication, les 18 septembre 1894 et 9 février 1895, de ce réseau sont également infructueuses.

### Concession à Étienne Laval
La ville de Cherbourg, par l'intermédiaire de son maire, signe le 28 août 1896 un traité, de rétrocession de ce réseau de tramways, avec « M. Étienne Laval, maire d'Éveux (Rhône), y demeurant, stipulant tant en son nom personnel que pour le compte de la société anonyme des tramways de Cherbourg qu'il s'engage à former ». Ce traité est officialisé par un décret du 10 octobre 1896. L'article 6 de la convention passée entre la ville et M. Laval stipule que « L'exploitation aura lieu par le système Serpollet. Les voitures seront du genre de celles mises en circulation sur la ligne de la Madeleine à Gennevilliers. Pour le service des marchandises, le rétrocessionnaire pourra se servir de locomotives système Winterthur ou autre système sans odeur ni fumée. II en sera de même lorsque l'encombrement des voyageurs nécessitera la remorque ».

### Création de la Compagnie des tramways de Cherbourg (CTC)

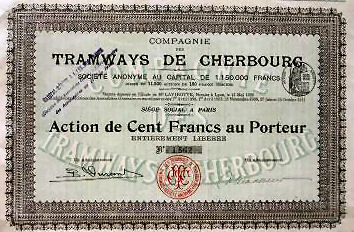
Action de la CTC

La Compagnie des tramways de Cherbourg est une « société anonyme formée le 12 mai 1896, par acte reçu chez maitre Lavirotte, notaire à Lyon, définitivement constituée par les Assemblées générales des 113 et 21 mai 1896. ». L'objet de la société est notamment la « la construction et l'exploitation d'un réseau de tramways dans la ville de Cherbourg et dans les communes suburbaines, pour le transport des voyageurs et des marchandises ». Elle peut utiliser la traction vapeur ou tout autre procédé mécanique et étendre son réseau avec des extensions, des prolongements ou des créations de nouvelles lignes. Enfin elle peut faire elle-même les travaux de construction ou les sous-traiter et exploiter les réseaux concédés.
Le 30 mars 1897 Étienne Antoine Laval décède, son légataire universelle est sa veuve, Marie-Pierette Mury. La Compagnie des tramways de Cherbourg, le 12 juillet 1897 et madame veuve Laval, le 3 novembre 1897, demandent l'approbation de la substitution de la Compagnie à M. Laval. Elle est approuvée par un décret du 25 mai 1898.
La CTC fait partie du groupe des Exploitations électriques et Industrielles, regroupement à Lyon de diverses entreprises de tramway, et notamment ceux d'Alep, d'Angers, d'Angoulème, de Besançon, de Brest, de Caen, de Châlons-en-Champagne, de Dijon, de Lorient, du Mans de Montpellier, d'Oran, Perpignan, Rennes, Tours, Tours-Vouvray, et regroupe également des réseaux de distribution d'électricité (Alep, Briançonnais, Rouergue, Tarn, Syrie...). Cet ensemble est l'un des ancêtres de l'actuel transporteur Keolis.

#### Mises en service
Le 29 novembre 1896, la Compagnie de tramways de Cherbourg (CTC) ouvre le premier tronçon, de Tourlaville à Cherbourg, au public. Il est exploité en traction à vapeur.
L'ingénieur en chef A. Gouton, précise la situation au 1er mars 1897. Il rappelle que lors du renouvellement de la concession, le 10 octobre 1896, le tracé de la ligne a été précisé « de la place de Tourlaville au carrefour Saint-Anne, à Querqueville, par la gare et le pont tournant de Cherbourg ». Depuis les chantiers ont été ouverts et actuellement la pose des voies est réalisée sur l'ensemble de la ligne, ce qui doit permettre une mise en service au mois de mars.  Le 23 mai 1897 le tramway atteint Querqueville vers l'ouest depuis Cherbourg, soit un réseau de 11 km.
Le 29 septembre 1909 est déclaré d'utilité publique « l'établissement, dans la ville de Cherbourg, d'une nouvelle ligne de tramway à traction électrique destinée au transport des voyageurs et des marchandises et doublant l'ancienne ligne A du réseau des tramways de cette ville, entre la rue La Fontaine et la rue de l'Abbaye ». La compagnie est rétrocessionnaire de ce tronçon modifié.
En 1910, la CTC met le premier tramway électrique en service sur le réseau sur la partie urbaine du réseau, soit 5,5 km, le reste du réseau restant exploité en traction vapeur. Cette même année, elle signe une convention avec Société française de tramways électriques et de chemins de fer et le département de la Manche pour récupérer la « concession du chemin de fer d'intérêt local de Querqueville à Urville », déclaré d'utilité publique par une loi du 23 juillet 1904.
Le 13 avril 1913, un prolongement est réalisé entre Querqueville et Urville, vers l'ouest portant la longueur du réseau à 16 km.

#### Exploitation et fermetures
Pendant la Première Guerre mondiale, l'exploitation de la partie suburbaine du réseau est suspendue, et le réseau urbain est exploité par les motrices électriques.
Après la guerre, les lignes de banlieue sont électrifiées en 1919-1920.
En 1932, le contrat entre la ville et la compagnie CTC est résilié, car la concession n'était plus économiquement viable pour la compagnie, en raison de la hausse des prix de revient, qui a pour effet d'entraîner le bouleversement de l'économie du contrat. L'exploitation se poursuit donc en régie municipale.

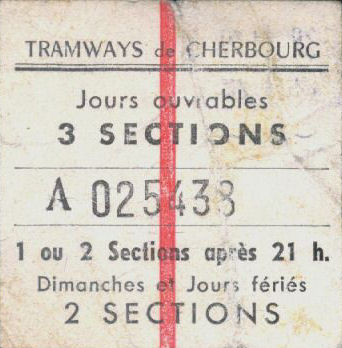
Ticket du tramway de Cherbourg

L'horaire d'été 1925 du tramway indique des fréquences de 8 tramways à l'heure dans le tronçon urbain et de 4 tramways à l'heure pour la partie suburbaine de Tourlaville et à Équeurdreville.  Querqueville était servi toutes les trente minutes et Urville avait huit services par jour (porté à vingt-deux départs le dimanche).
Sans doute à cause des difficultés économiques de l'époque qui compromettent l'entretien des lignes et des tramways, ainsi que du développement des déplacements en automobile, le Conseil municipal de Tourlaville demande en 1936 que « l’autorité compétente veuille bien étudier les mesures à prendre pour supprimer les tramways sur le territoire de la commune, ces derniers étant une gêne considérable pour la circulation et une cause perpétuelle de détérioration de la route».
La Seconde Guerre mondiale fut naturellement une époque difficile pour ce réseau situé dans une ville comprenant un important port militaire fréquemment attaqué par les alliés. L'exploitation était alors très aléatoire, avant de cesser le 29 mai 1944, à la suite d'un bombardement qui détruisit notamment le dépôt et le matériel, .

### Exploitation avec des autobus
Les autobus prennent ensuite la relève. L'exploitation reste assurée aujourd'hui par autobus ou autocars, par le réseau Cap Cotentin.

## Infrastructure

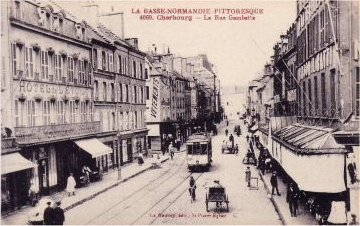
Tramway, rue Gambetta

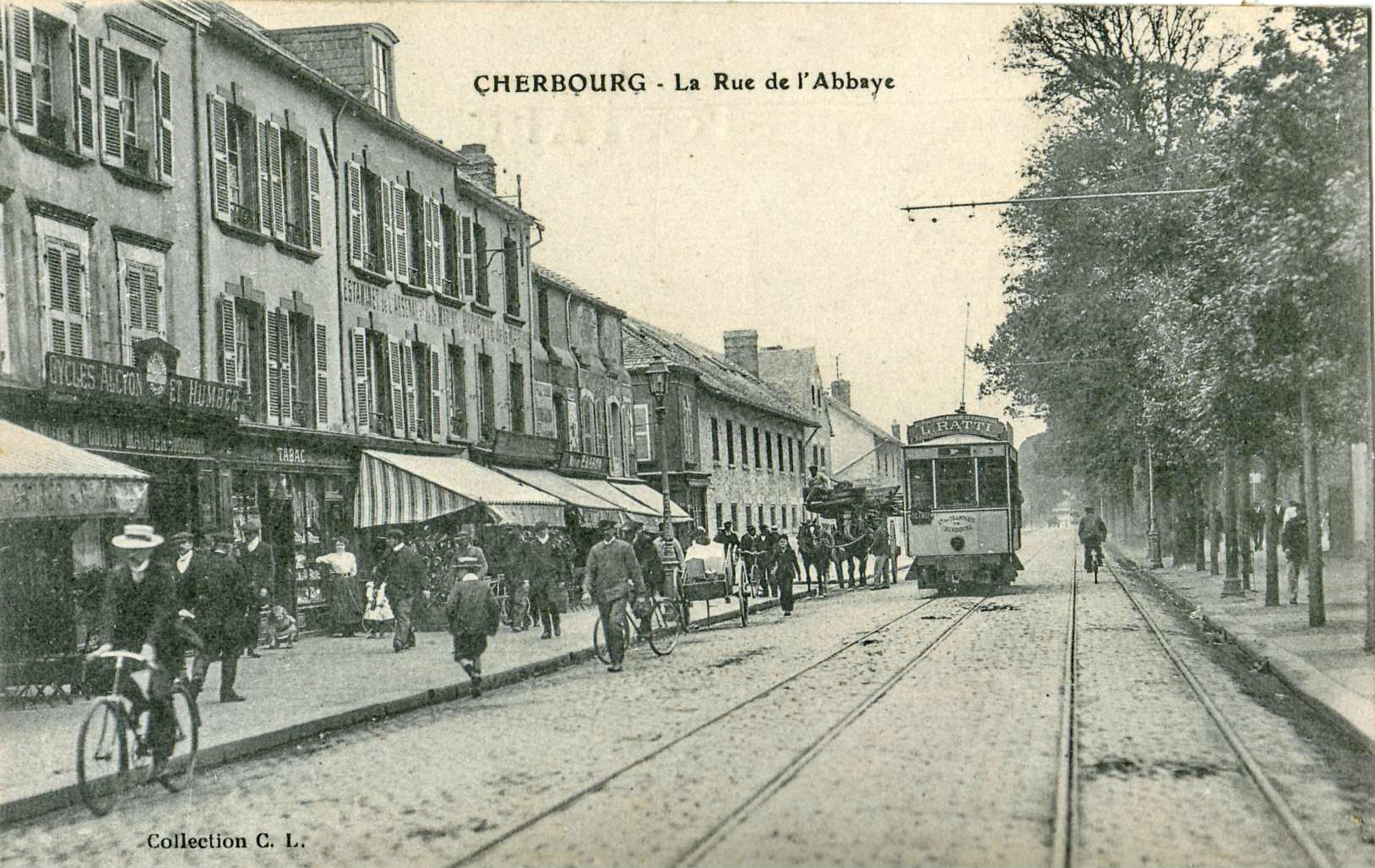
Tramway, rue de l'Abbaye

Le réseau, construit à voie métrique, s'étendait sur 16,5 km.
Il existait deux lignes :
- Ligne A : Place de Tourlaville - Cherbourg - Querqueville - Urville, sur l'itinéraire  Place de Tourlaville - Octroi (rue du Val de Saire) -  Pont tournant - place du Château - rue Albert Mahieu, rue François la Vieille, rue Grande Vallée - Arsenal - Hôpital Maritime - le hameau de la mer à Équeurdreville-Hainneville - Querqueville et Urville[15].
- Ligne B : Carrefour des rues de Val-de-Saire et de Paris - gare de Cherbourg - rue des Tribunaux. Cette ligne  constitue en fait un itinéraire alternatif de la ligne A et dessert le centre-ville de Cherbourg[16].

Le dépôt était situé dans le centre de Tourlaville.

## Matériel roulant

### Locomotives à vapeur
Trois Locomotives type 020T construites par la Société suisse de construction de locomotives et de machines (SLM), à Winterthour, de la série C à G.
À la fin de 1901, le parc comprenait : deux locomotives Winterthur type 030, trois locomotives type 020,  sept automotrices Serpollet, huit remorques à bogies de 54 places, trois petites remorques de 46 places et quatre remorques ouvertes de 44 places.

### Véhicules de tramways
- N° 1 à 12: Motrice électriques Decauville livrées en 1911[10].
- N° 13 à 15: Motrice électriques Decauville livrées en 1920.

Après la fermeture du réseau de tramway de Caen en 1937, son matériel roulant est vendu à la ville de Cherbourg.

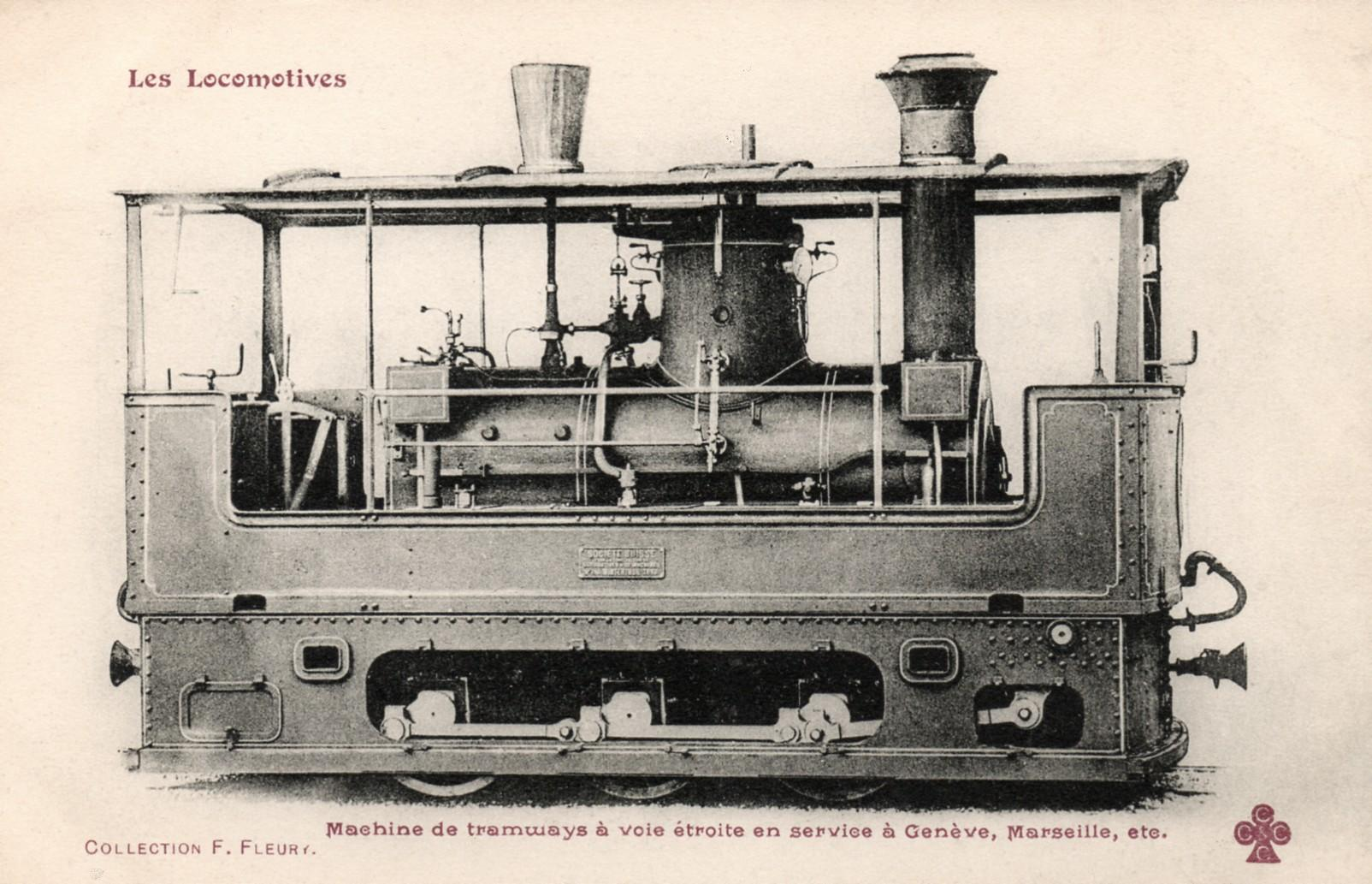
Locomotive à vapeur bicabine type 030 SLM
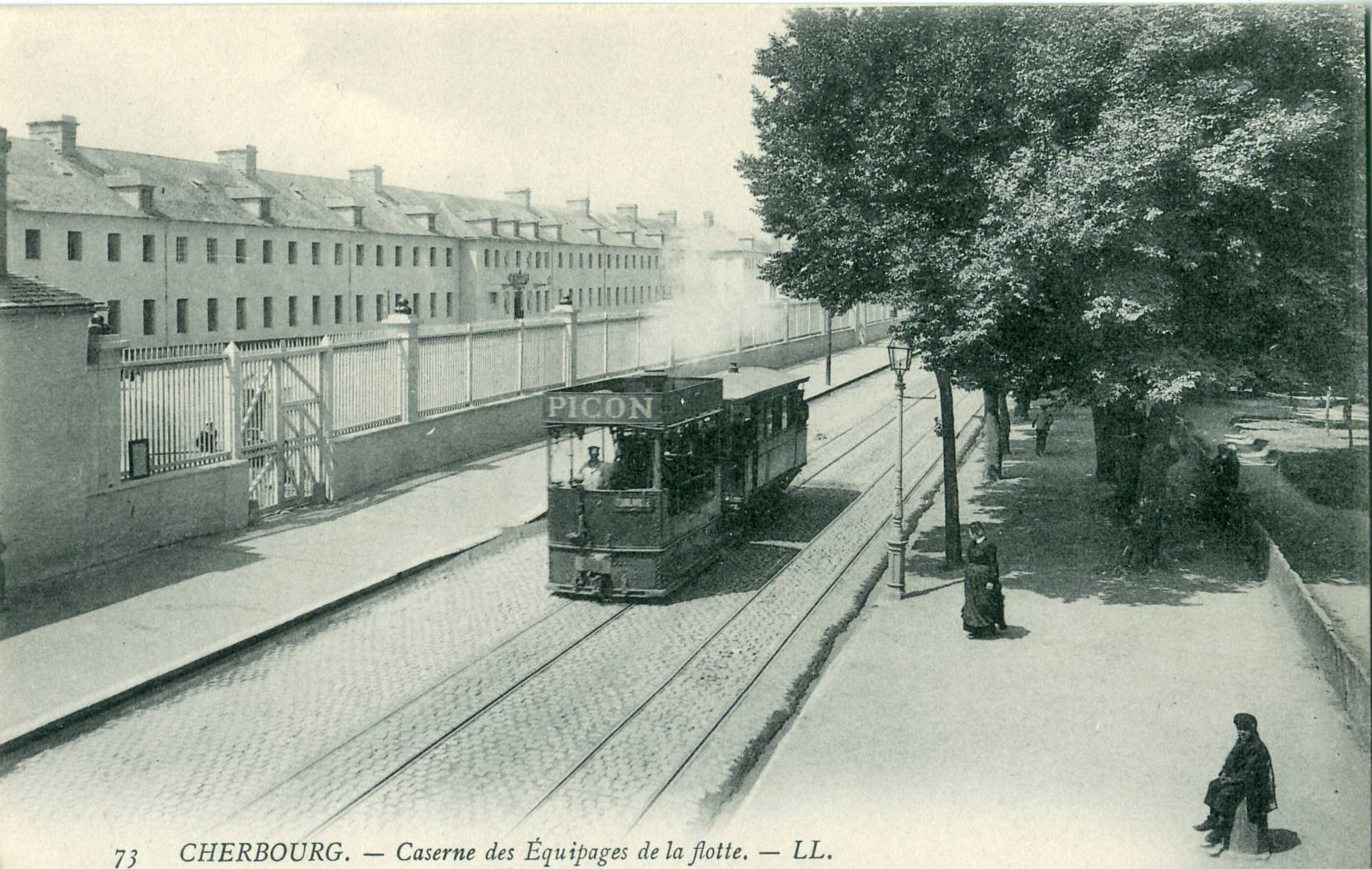
Rame à vapeur devant la Caserne des Équipages de la Flotte
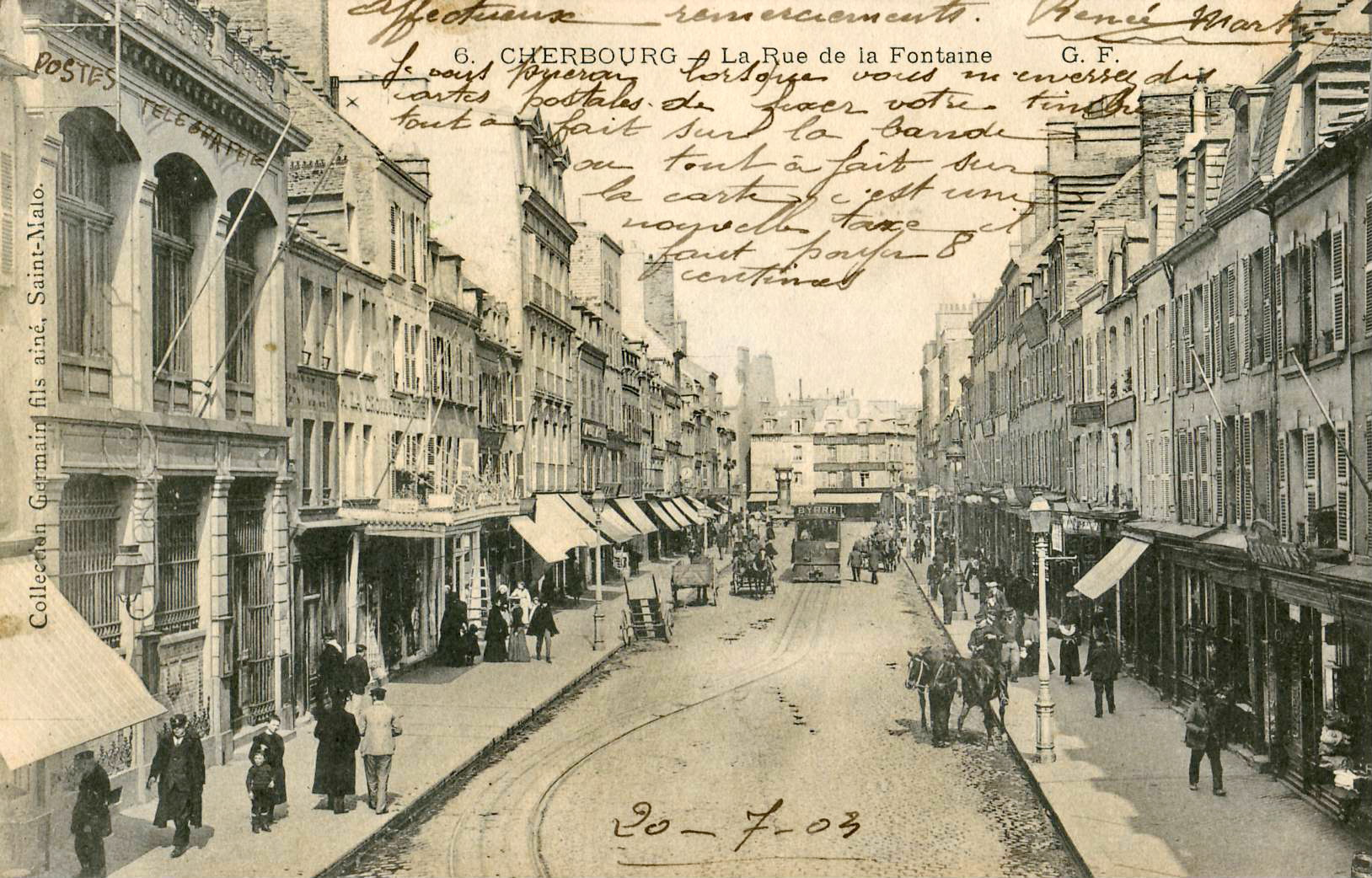
Tramway à vapeur, rue de la Fontaine
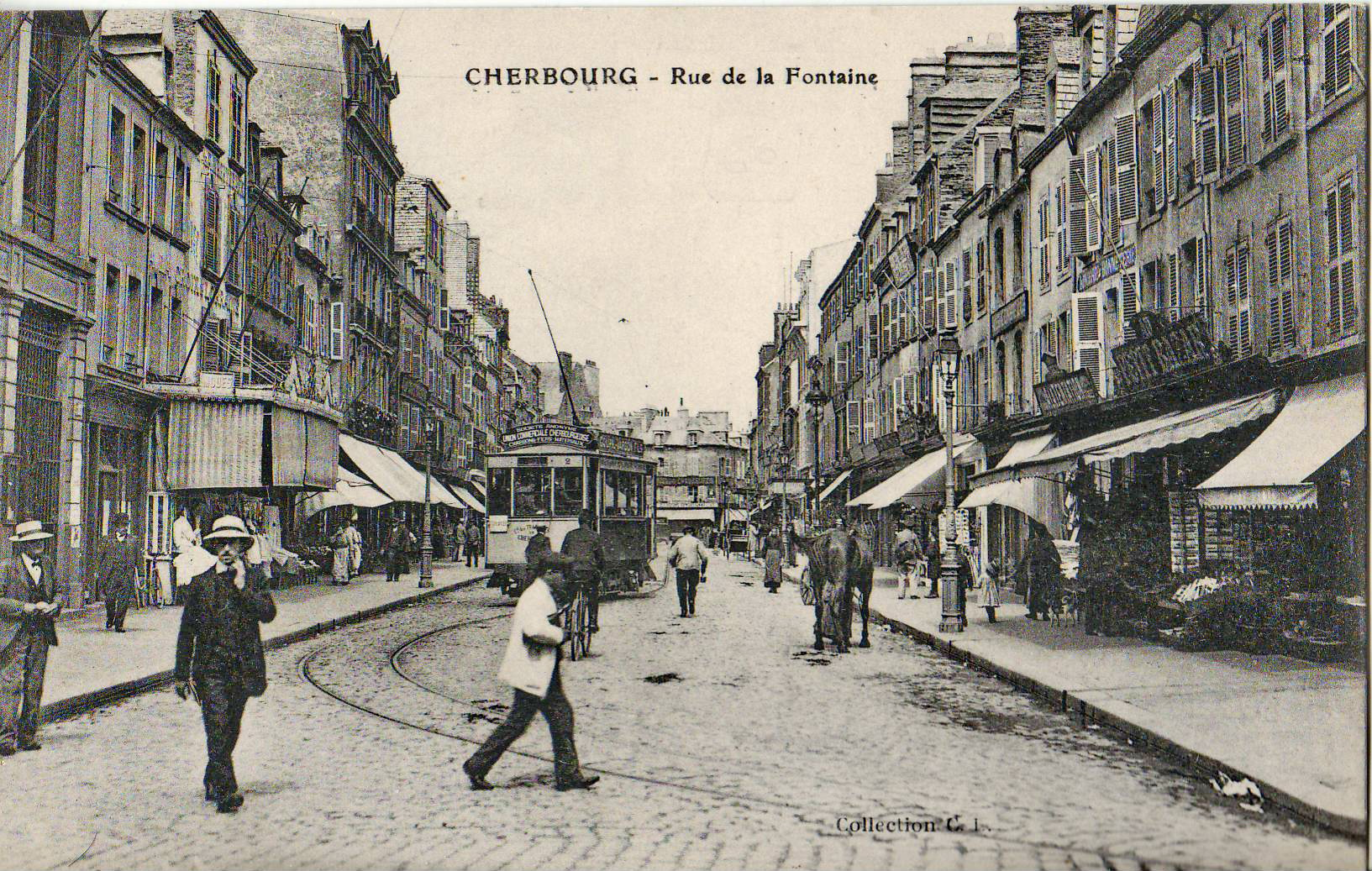
Autre vue de la rue de la Fontaine
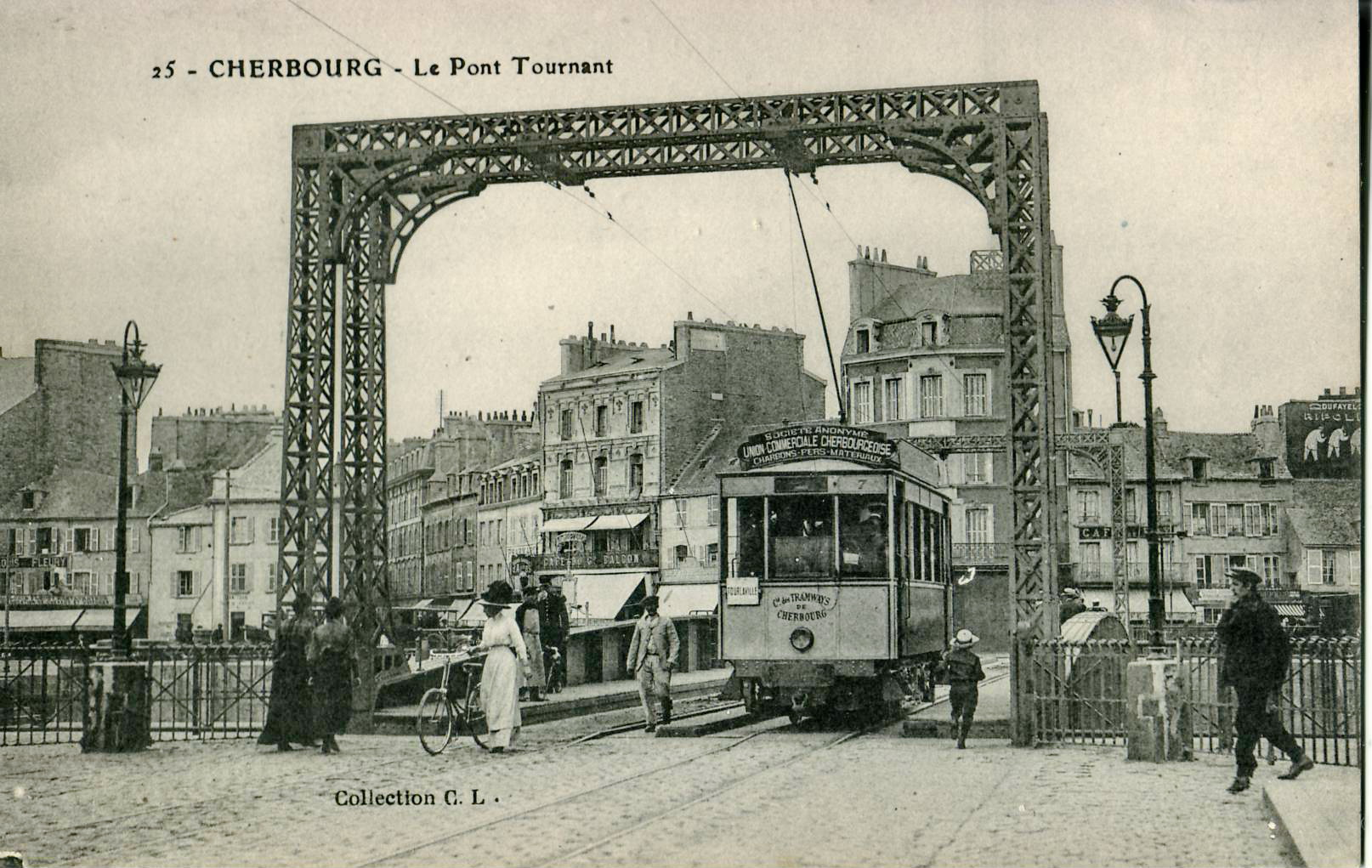
Motrice n°7 pour Tourlaville sur le Pont tournant
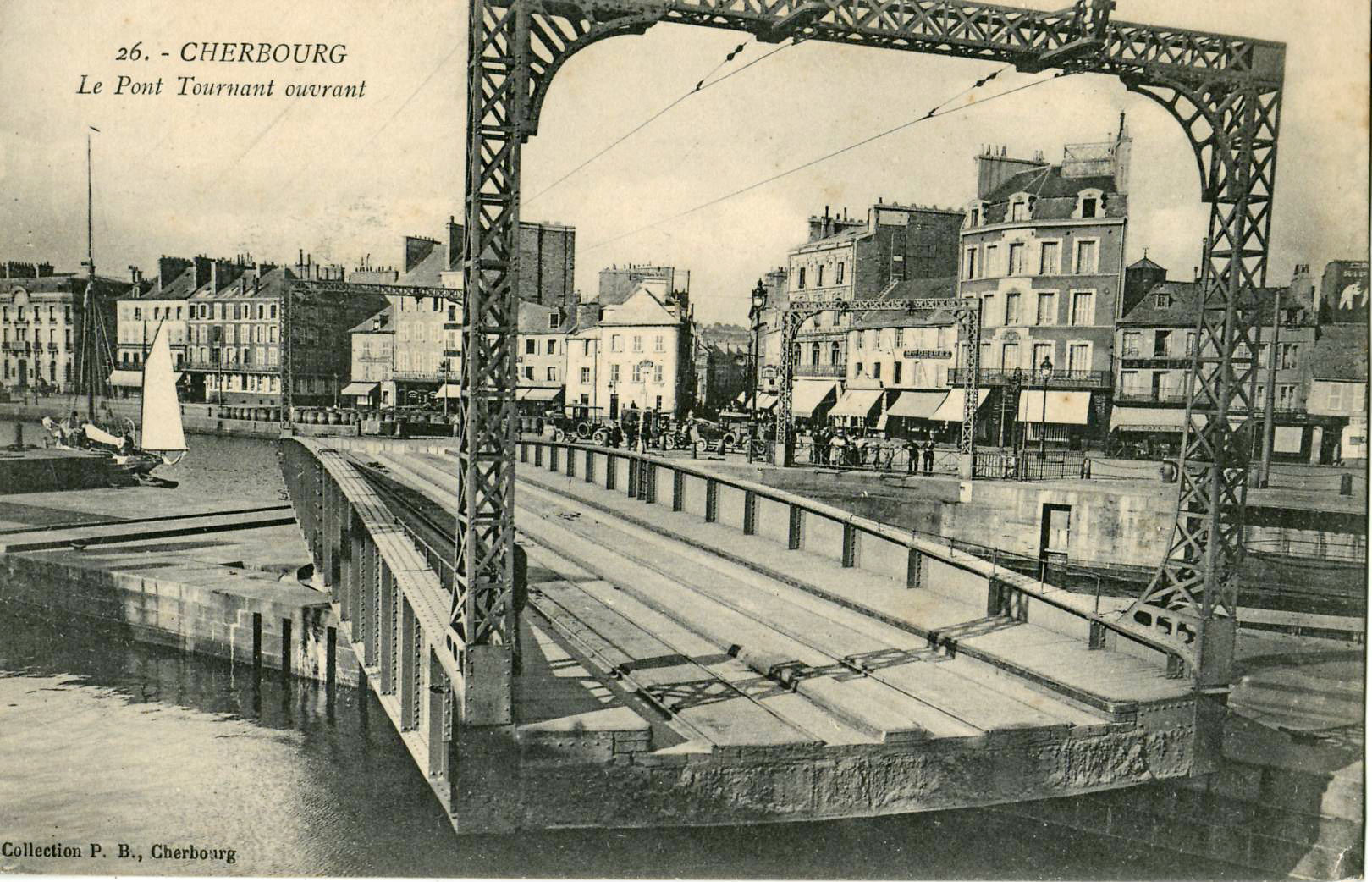
Détail de la structure du Pont tournant
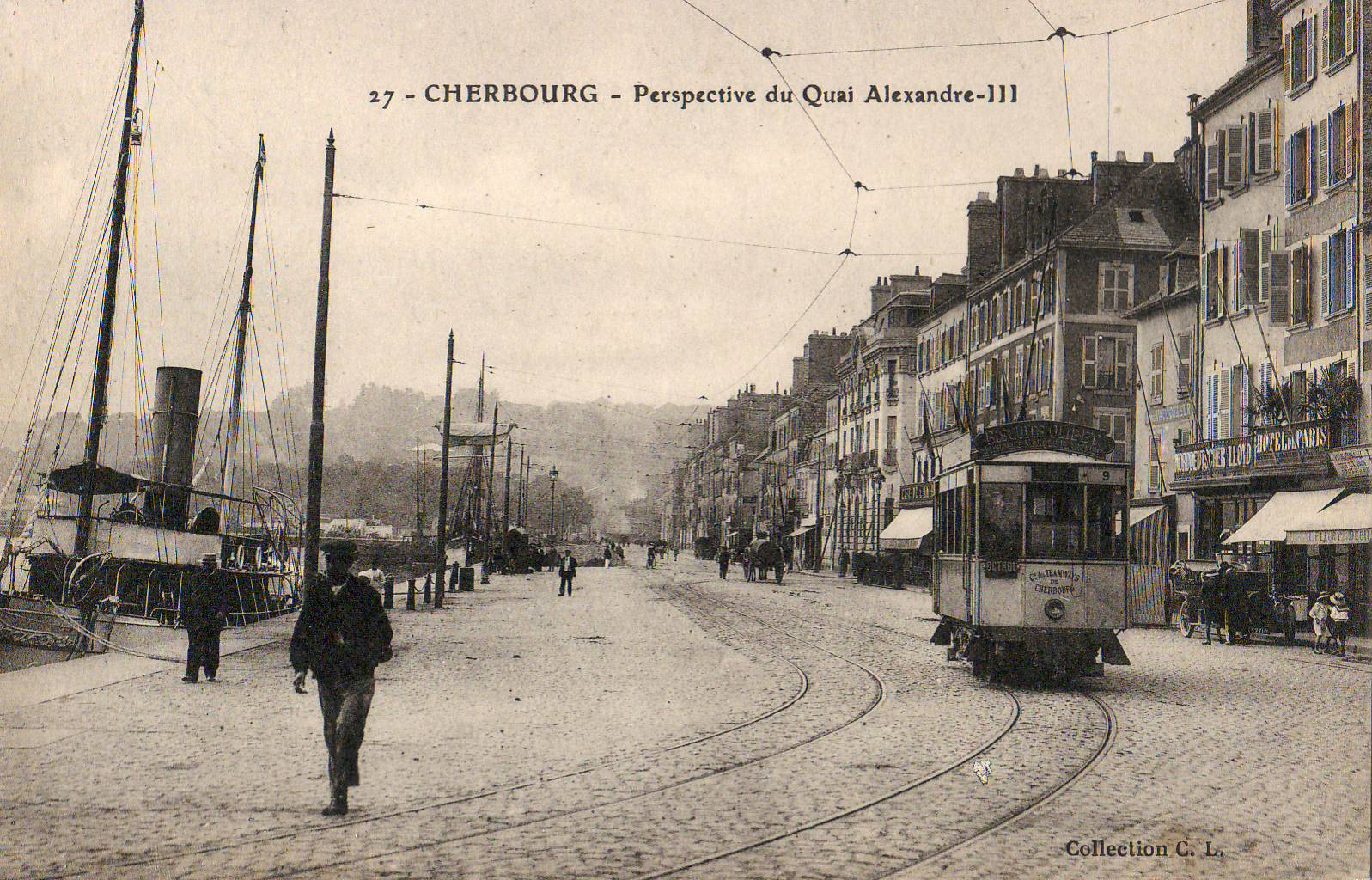
Quai Alexandre-III
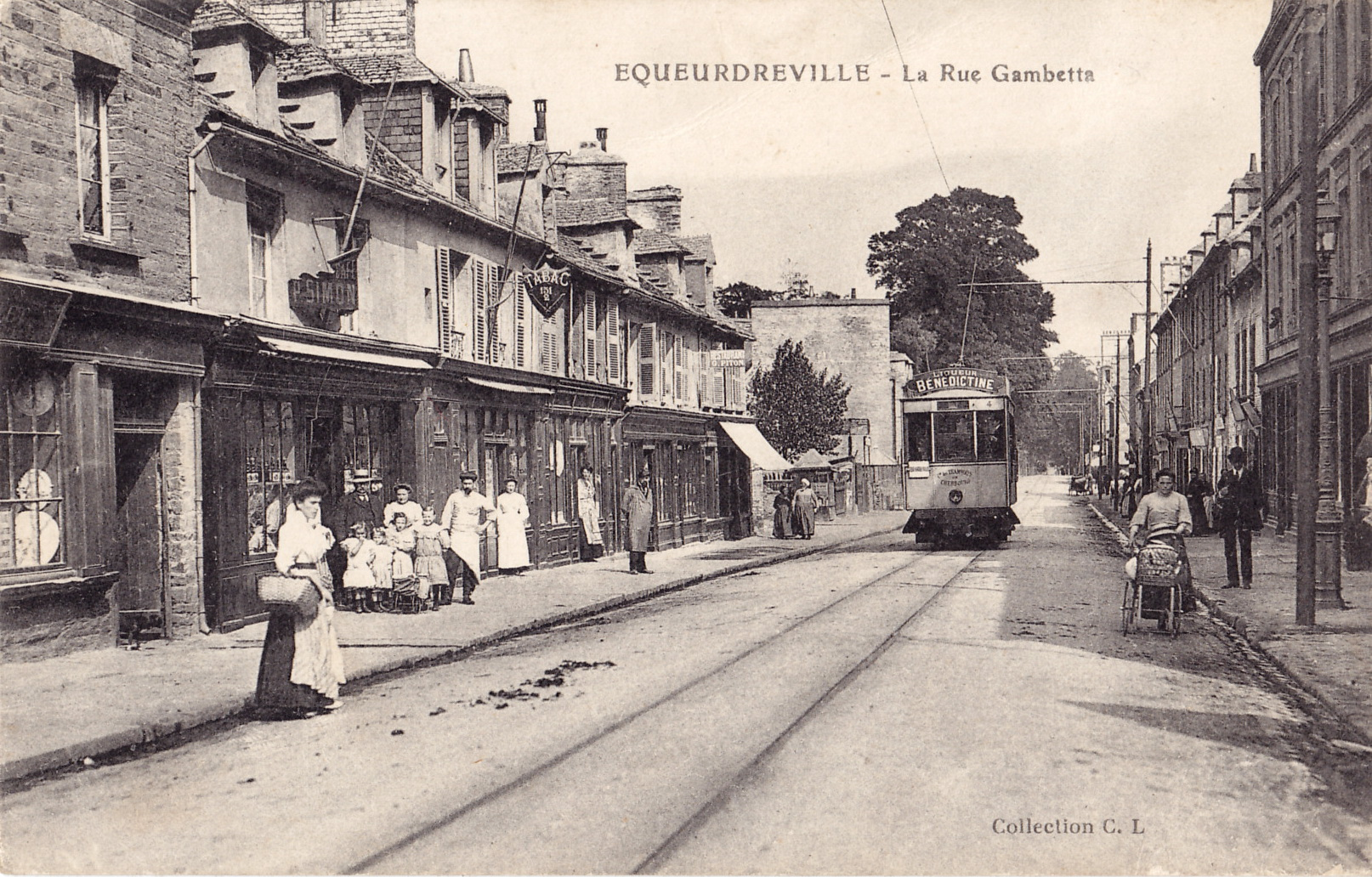
Équeurdreville
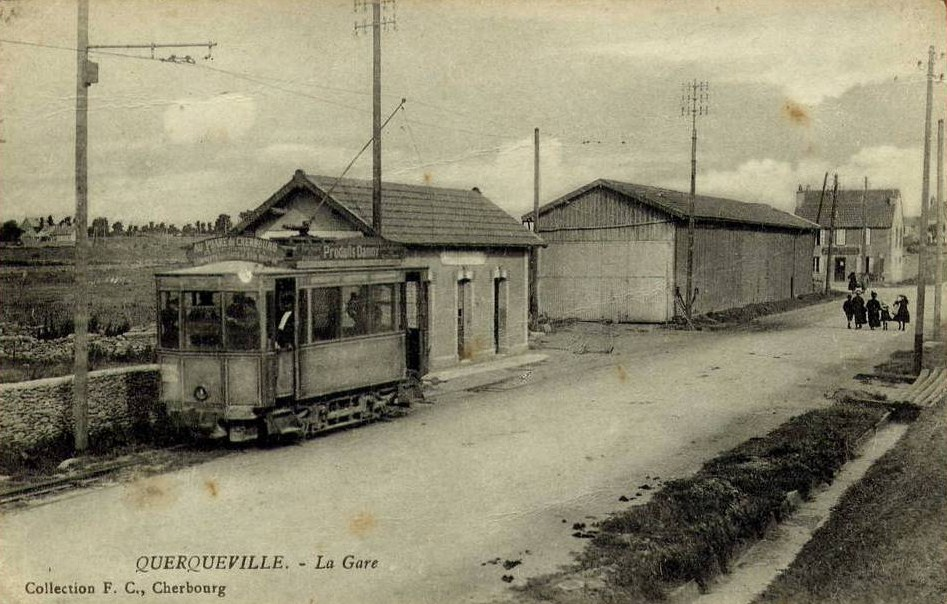
Le tramway à Querqueville

## Installations et matériels préservés
Aucun véhicule n'a été préservé.